# Liste des gouverneurs actuels des provinces de l'Irak
 (août 2023).
Cette page dresse la liste des gouverneurs actuels des 19 provinces irakiennes. Les dirigeants de la Région autonome du Kurdistan sont également mentionnés.

## Dirigeants de la région autonome
| Région    | Statut                          | Nom             | Depuis (le)     |
| --------- | ------------------------------- | --------------- | --------------- |
| Kurdistan | Président de la Région autonome | Massoud Barzani | 14 juin 2005    |
| Kurdistan | Premier ministre                | Barham Salih    | 28 octobre 2009 |

## Gouverneurs
| Province         | Nom                   | Depuis (le)      |
| ---------------- | --------------------- | ---------------- |
| Al-Anbar         | Souhaïb el-Raoui      | 24 décembre 2014 |
| Babylone         | Sadiq Djassim         | Avril 2013       |
| Bagdad           | Ali Temimi            | Juin 2013        |
| Bassorah         | Madjid Nasraoui       | Juin 2013        |
| Dahouk           | Farhad Amine Atrouchi | Juillet 2014     |
| Dhi Qar          | Yahia Nasseri         | Juin 2013        |
| Diyala           | Mouthana el-Tamimi    | Mai 2015         |
| Erbil            | Nozad Hadi            | 2004             |
| Halabja          | Ali Osman             | Août 2016        |
| Kerbala          | Akil el-Touraïhi      | Juin 2013        |
| Kirkouk (Tamim)  | Najmiddin Karim       | 3 avril 2011     |
| Maysan (Missane) | Ali Dawai Lazem       | 2010             |
| Mouthanna        | Faleh Ziadi           | Octobre 2015     |
| Nadjaf           | Luay Yassiri          | Septembre 2015   |
| Ninive           | Nofal Hammadi         | Octobre 2015     |
| Al-Qadisiyya     | Sami el-Hasnaoui      | 2009/2016        |
| Saladin          | Ahmed al-Jabouri      | 2015             |
| Souleimanieh     | Haval Aboubakir       | 25 août 2016     |
| Wassit           | Malik al-Daraee       | 1er février 2015 |